# 瑟伯瓦尼鄉
47°01′N 26°51′E / 47.017°N 26.850°E
瑟伯瓦尼鄉（羅馬尼亞語：Comuna Săbăoani, Neamț），是羅馬尼亞的鄉份，位於該國東北部，由尼亞姆茨縣負責管轄，面積33平方公里，海拔高度230米，2007年人口11,318，人口密度每平方公里339人。

## 友好城市
- 法國 莱赛